# کج‌محمدگوابر
کَج‌محمدگوابر، روستایی از توابع بخش رحیم‌آباد شهرستان رودسر در استان گیلان ایران است.

## جمعیت
این روستا در دهستان مرکزی بخش رحیم‌آباد قرار دارد و براساس سرشماری مرکز آمار ایران در سال ۱۳۸۵، جمعیت آن ۵۰ نفر (۱۵خانوار) بوده‌است.

## شغل
شغل مردم این روستا، کشاورزی و دامداری سنتی هست.

### دامداری
اهالی روستا از حیوانات اهلی محلی همچون گوسفند، بز، گاو، مرغ، سگ، اسب، الاغ، زنبور عسل نگهداری می‌کنند. یک واحد مرغداری ۳۵۰۰۰ رأسی در این روستاست که در چند سال اخیر تعطیل است.

### کشاورزی
چای و مرکبات اصلی‌ترین محصول کشاورزی آنان است. انواع مرکبات (پرتقال، نارنگی، نارنج، لیمو شیرین)، به، انجیر، انبه، ازگیل (کونوس یا کنوس)، آلوچه، هلو، تمشک (ولش)، سیب مجلسی، توت، بادرنگ، انار، کدو، سیب‌زمینی، پیاز و اربه و انواع سبزیجات محلی (سبزی برگی) از دیگر میوه‌های کشت شده و خودرو جنگلی موجود در روستاست.

## لباس محلی
مردم این روستا، از لباس محلی استفاده می‌کنند، چوقا، جوراب پشمی و کلاه پوستی از لباس‌های معمول مردان روستا در فصل زمستان است. 

### چوقا
زنان دامداران این روستا، با استفاده از پشم گوسفند، نوعی لباس برای شوهرانشان می‌بافند که بدان چوقا (چوقه قبه و چوقه شلوار) می‌گویند. چوقا را با برگ درخت لرگ یا کُهُل (کوهول) - که درختی بومی است.- رنگ طبیعی سیاه می‌کنند. چوقا در فصل برف و باران و سرمای زمستان پوشیده می‌شود.

### جوراب پشمی
زنان این روستا علاوه بر لباس چوقا، با استفاده از پشم گوسفندان، برای مردان خانواده، جوراب پشمی می‌بافند. این جوراب در فصل زمستان استفاده می‌شود. در زبان محلی، پشمه جورف گفته می‌شود.

### پوستین کلاه
دامداران این روستا برای حفاظت سر خود در برابر سرما، باران و برف در فصل زمستان، کلاهی می‌دوزند که به آن پوسین کلاه (کلاه پوستی) می‌گویند. این کلاه از پوست گوسفندان درست می‌شود و آب از آن نفوذ نمی‌کند. در زبان محلی، پوسین کوله گفته می‌شود.

## پوشش گیاهی
کج‌محمدگوابر روستایی در حاشیه جنگل است. گیاهان و درختان مختلفی در این محل و محدوده آن وجود دارد.
- درخت شَرَم یا مَمرَز Mamraz با نام (نام علمی: Carpinus betulus) که در نواحی شمال ایران به نام‌های شَرَم (شَرَم‌دار) و اولس مشهور است. برای رشد مناسب به هوای گرم نیاز دارد و در ارتفاعات بالای ۶۰۰ متر با درختان بلوط و راش دیده می‌شود. این درخت بومی جنگل‌های شمال ایران است و به فراوانی دیده می‌شود. ممرز، درختی است با قامتی متوسط که ارتفاع آن حدود ۱۵ تا ۳۰ متر می‌رسد. پوست درخت صاف و مایل به رنگ سبز خاکستری است. جوانه‌های این درخت بر خلاف نوع راش، بسیار فشرده و نزدیک به ترکه‌های جوان بوده و حداکثر به ۱۰ میلی‌متر می‌رسد. برگ‌های درخت ممرز متناوب الشکل و به طول ۴ تا ۹ سانتی‌متر با رگه‌های برجسته و منحصراً چین دار و حاشیه دندانه دار است. گرده افشانی میوه‌های ممرز به وسیلهٔ باد و پس از پدیدار شدن برگ‌ها صورت می‌پذیرد و رویش و تخم افشانی این درخت زیاد است. دامداران در پاییز، برگ درخت شرم را به شیوه خاصی خشک کرده و برای بره‌های گوسفندان در فصل زمستان استفاده می‌کنند.
- درخت اَربِه (نام علمی: Diospyros lotus) نام یک گونه از تیره خرمالوئیان است. این گیاه در مناطق شمالی ایران به صورت بومی رشد می‌کند.[۱] از میوه آن برای پخت مربایی به نام «اربه دوشاب» یا «اربا دوشاب» استفاده می‌کنند.
- درخت للیکی (نام علمی: Gleditsia caspica) درختی از گونه از سرده گلدیتسیا است. گویا از عصر یخبندان در جنگل‌های هیرکانی شمال ایران باقی مانده است. للیکی چوب سختی دارد که بومیان شمال ایران مخصوصا مردم اشکور، روستاهای جلگه‌ای بخش رحیم‌آباد و تالش از آن در ساخت خانه برای خود و طویله برای دام‌ها استفاده می‌کردند. از دانه‌های این درخت که شبیه لوبیا است برای تغذیه دام‌ها در فصل زمستان استفاده می‌شود. در زبان محلی به آن پیله می‌گویند. زمان برداشت یا پیله‌چینی از مهر ماه تا اواسط پاییز است. تکثیر لیلکی از راه دانه ولی نسل این گونه از درختان در حال انقراض است.
- درخت کوپ: درختی است که در جنگل‌های ایران یافت می‌شود. از برگ آن برای تغذیه گاوها و از چوب بسیار سبک و نرم آن برای ساخت خانه استفاده  می‌شود [۲]
- درخت توسکا یا توسه‌دار (نام علمی: Alnus) نام یک سرده از درخت‌ها و درختچه‌های جنگلی از خانوادهٔ توسکایان است. این درختان با باد گرده‌افشانی می‌کند.[۳] در دنیا بیش از ۳۰ نوع از گونهٔ توسکا وجود دارد که تنها دو نوع از آن با نام‌های توسکای ییلاقی (سردسیر) و توسکای قشلاقی (گرمسیر) در ایران رشد می‌کنند[۴] توسکا درختی رطوبت‌پسند به‌شمار می‌رود؛ بدین معنا که دارای قدرت جذب آب بسیاری است و در زمین‌های مرطوب یا باتلاقی رشدی سریع دارد.[۵] نام این درخت در لاهیجان «توسه» (سیاه‌توسه و سفیدتوسه)، در رودسر «توسادار» و در گرگان، بهشهر و مازندران «توسکا» (در نور: تسکا) است. در مناطقی مانند آستارا، طالش و طالقان این درخت «رازدار» (یا رزدار) نام دارد[۳] توسکا دارای چوبی نرم است. چوب بریده‌شدهٔ توسکا در هنگام پاییز سفید رنگ است ولی لحظاتی بعد از برش به قرمز متمایل می‌شود و سپس به رنگ صورتی روشن درمی‌آید. چوب این درخت نیمه‌سنگین تا سبک است که به دلیل پرداخت و رنگ‌پذیری شکاف‌خوری و ابزارخوری خوب در صنعت مبلمان مصرف دارد ولی کم‌دوام است. در ایران بیشترین میزان فروش را در بازار چوب داراست.
- درخت افرا
- درخت راش
- درخت بلوط
- درحت ون یا زبان گنجشک
- درخت انجیر
- درخت آلوچه
- درخت کنوس
- درخت سیب